# Isognathus zebra
Isognathus zebra är en fjärilsart som beskrevs av Clark 1923. Isognathus zebra ingår i släktet Isognathus och familjen svärmare. Inga underarter finns listade i Catalogue of Life.